# Wilhelmina Bladergroen
Wilhelmina Johanna Bladergroen (Amsterdam, 12 juli 1908 – Glimmen, 25 december 1983) was een Nederlands hoogleraar in de orthopedagogiek.

## Biografie
Wilhelmina Bladergroen, dochter van de kantoorboekhandelaar Willem Frederik Bladergroen en Hendrika Maria Bruchner, studeerde na haar gymnasiumopleiding aan het Amsterdamse Barlaeus Gymnasium, MO-lichamelijke opvoeding. Naast haar werk als docente begon zij in 1932 met haar studie psychologie.
Tijdens de Tweede Wereldoorlog is Wilhelmina Bladergroen geïnterneerd geweest in kamp Vught vanwege haar hulp bij het onderduiken van Joodse kinderen.
Na de oorlog ontwikkelde zij zich tot een erkende autoriteit op het terrein van de orthopedagogiek. Ook zonder gepromoveerd te zijn werd zij achtereenvolgens aan de Rijksuniversiteit Groningen benoemd tot lector en gewoon hoogleraar. Zij was de oprichtster van het Psychologisch Paedagogisch Instituut te Amsterdam en van de Stichting Instituut voor Remedial Teaching te Groningen. Deze instituten richtten zich op kinderen met leer- en opvoedingsmoeilijkheden, waarbij Bladergroen er steeds naar streefde theorie en praktijk te integreren. Critici van het werk van Bladergroen vonden echter dat haar ideeën onvoldoende wetenschappelijk waren onderbouwd.
Wilhelmina Bladergroen overleed op 75-jarige leeftijd in het huis Vogelzang in het Groningse Glimmen.